# Зильберт, Александр Борисович
Алекса́ндр Бори́сович Зи́льберт (род. 23 ноября 1975, Саратов) — российский журналист, медиаменеджер, продюсер.
Отец — Борис Александрович Зильберт, доктор филологических наук, профессор. Мать — Вера Викторовна Зильберт, преподаватель кафедры иностранных языков Саратовского государственного медицинского университета. Закончил саратовскую гимназия №1. Высшее образование получал в двух вузах —  на факультете журналистики Московского государственного университета и на филологическом факультете Саратовский государственный университет. По окончании поступил в аспирантуру Института языкознания РАН. Является автором ряда научных публикаций по проблематике спортивного дискурса. Имеет степень MBA Классической бизнес-школы института международного бизнеса. В ранние годы занимался футболом. Воспитанник  саратовского «Локомотива». Является троюродным братом Леонида Ярошевского, первого мужа певицы Валерии.
Работал в газете «Известия», ИД «Московские новости», ИД «Коммерсантъ», газете «Спорт-Экспресс» (1998—2003, член редколлегии, один из родоначальников сайта «СЭ»), газете «Советский спорт» (2003—2013, ответственный секретарь, заместитель главного редактора, исполнительный директор). Специализировался на жанре эксклюзивного спортивного репортажа: автор нашумевшего материала о приезде Юрия Жиркова в лондонский "Челси", резонансного "шпионского" репортажа из Гватемалы "Олимпийская вахта президента" о победе города Сочи в битве за право принять Олимпиаду-2014, свидетель и летописец скандального заявления Андрея Аршавина в Варшаве по окончании чемпионата Европы по футболу 2012 года,  во время того же первенства из пекла событий освещал печально знаменитый кровавый "Русский марш" футбольных фанатов на мосту Понятовского. Участник дружеского футбольного матча с теннисистом Новаком Джоковичем на Олимпиаде-2012, автор многочисленных интервью со звездой мирового тенниса Марией Шараповой. Создатель и ведущий программы «Светский спорт» на радио «Спорт» и радио «Комсомольская правда». Лучший спортивный журналист России (2006). Лучший теннисный журналист года (2011). Освещал все Олимпийские игры с 2006 года. Участник эстафеты олимпийского огня (2013—2014). Член Международной ассоциации спортивной прессы (AIPS). Участник футбольной команды «Артист» наряду с Николаем Трубачом, Владимиром Пресняковым, Егором Титовым и другими звёздами шоу-бизнеса и спорта. Автор идеи и соорганизатор благотворительного рок-фестиваля «Разные люди». В 2013-2017 годах — генеральный директор журнала «Русский пионер». С июля 2017 года - директор по информационной политике и корпоративным коммуникациям "Группа ЛСР".. Лучший директор по общественным и корпоративным связям в строительной отрасли России по рейтингу Ассоциации менеджеров и ИД «Коммерсантъ» «Топ-1000 российских менеджеров» в 2019,  2020 и 2021 годах.